# لاگوآ سالگادا
لاگوآ سالگادا (به پرتغالی: Lagoa Salgada) یک منطقهٔ مسکونی در برزیل است که در ریو گرانده شمالی واقع شده‌است. لاگوآ سالگادا ۸٬۲۹۷ نفر جمعیت دارد.